# Управління державної безпеки

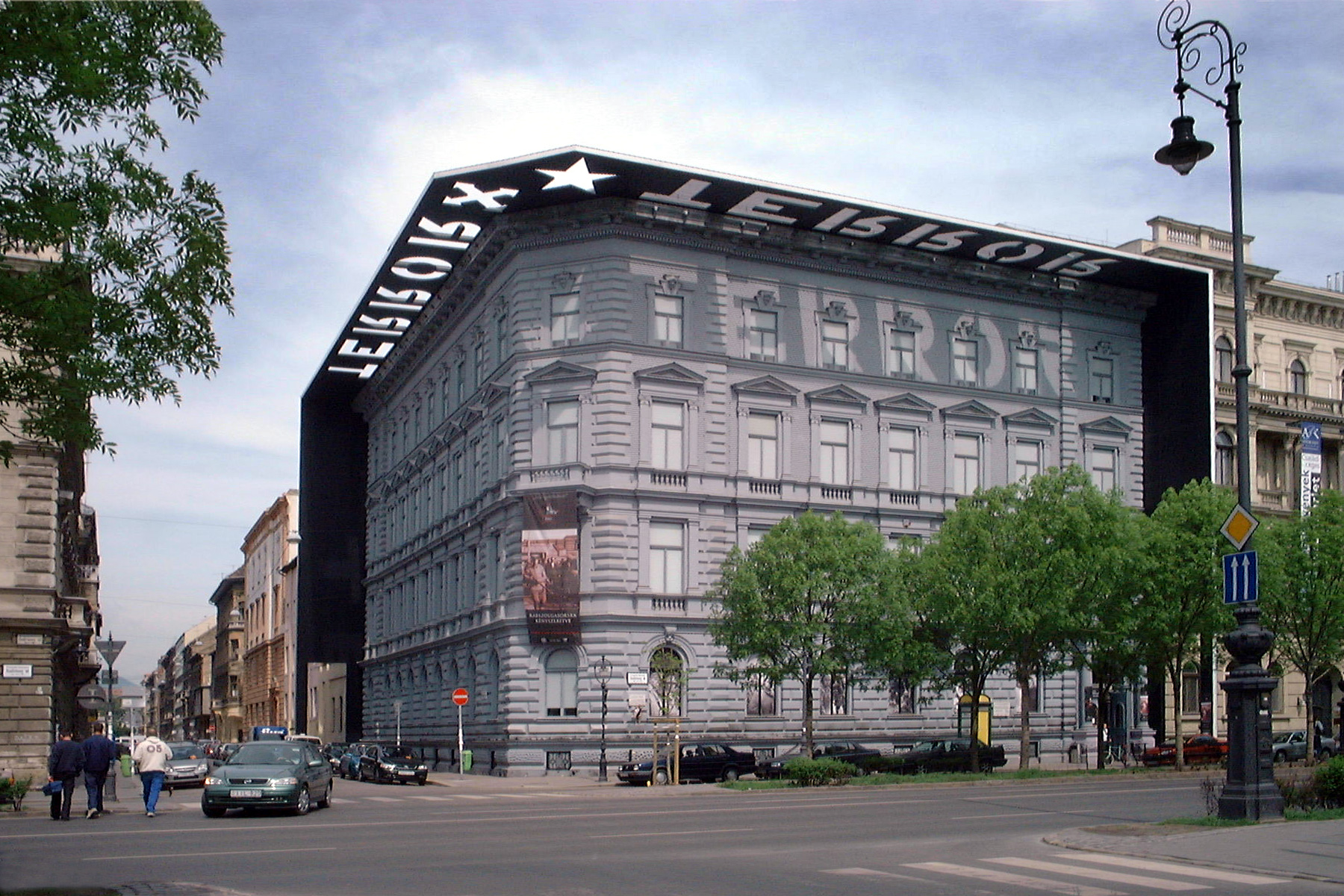
Будівля УДБ на проспекті Андраші в Будапешті. Зараз — музей Будинок терору

Управління державної безпеки (угор. Államvédelmi Hatóság, AVH) — служба державної безпеки у другій Угорській Республіці та Угорській Народній Республіці, яка існувала в 1945—1956 роках. Угорський аналог КДБ.

## Історія
1 лютого 1945 року був створений політичний департамент при поліції Будапешту (угор. Budapesti Főkapitányság Politikai Rendészeti Osztálya, PRO). У 1946 році PRO був реорганізований у Департамент державної безпеки (угор. Államvédelmi Osztály, AVO), а у 1948 році — в Управління державної безпеки (AVH). 10 вересня 1948 директором AVH був призначений Габор Петер. Його найближчим помічником був начальник відділу розвідки Владімір Фаркаш, син міністра оборони Міхая Фаркаша.
В часи правління «кращого угорського учня Сталіна» Матьяш Ракоші УДБ здійснювало політику викорінення інакомислення, було знаряддям Ракоші в боротьбі проти його політичних опонентів (наприклад, Ласло Райка). Найбільш потужною структурою УДБ був наприкінці 1940-х — 1953. УДБ налічувало в штаті 28 тис. чол. Їм допомагали 40 тис. інформаторів. На мільйон жителів Угорщини УДБ завела досьє — більш ніж на 10 % всього населення, включаючи старих і дітей. З них 650 тисяч зазнали переслідувань, у тому числі близько 400 тисяч — тюремного ув'язнення.
Після смерті Сталіна в 1953 році настав період відносної лібералізації структури, пов'язаний з приходом на посаду голови Ради Міністрів ВНР Імре Надя, який, проте, в 1955 році був знятий з посади, а після Угорської революції 1956, звинувачений у державній зраді та повішений.

### УГБ і Угорська антикомуністична революція 1956 року

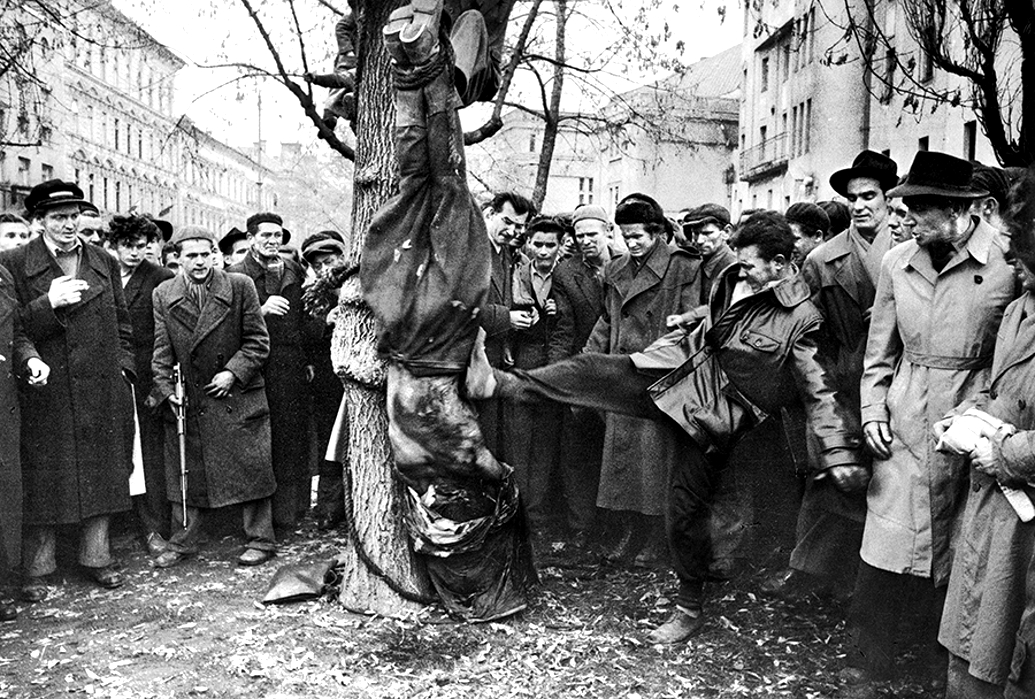
Повішений вниз головою понівечений труп співробітника держбезпеки. Будапешт, 1956

Після початку Угорської революції 1956, особливо з початком боїв повстанців з Радянською армією в Будапешті 24 жовтня 1956 року співробітники УДБ, побоюючись помсти, в масовому порядку стали ховатися і переходити на нелегальне становище. Повстанці відловлювали їх на вулицях, вираховуючи за форменим взуттям, зшитим зі шкіри жовтого кольору. Спійманих вбивали на місці. За деякими джерелами всього в дні Угорської революції таким чином були вбиті 37 співробітників УДБ, в основному молодших офіцерів.
Після приходу до влади коаліційного уряду Імре Надя 27 жовтня 1956 року був усунений з поста міністра внутрішніх справ Ласло Пірош, який одночасно був також главою УДБ, а 29 жовтня 1956 року Управління державної безпеки було офіційно ліквідовано.

## Організація
Організаційна структура УДБ була схожа з іншими східноєвропейськими спецслужбами, які, у свою чергу, багато що запозичили від радянського КДБ. Крім штатних співробітників, УДБ мало розгалужену мережу інформаторів. У практиці УДБ застосовувалися незаконні арешти і тортури, під час яких заарештовані рано чи пізно давали потрібні від них свідчення. Існувала також система концтаборів для противників режиму.
До 1951 року УДБ складалося з восьми земельних департаментів державної безпеки (угор. vidéki Államvédelmi Osztály), з 1951 року — з 19 окружних департаментів (угор. megyei osztály).

## Озброєння і форма одягу
Співробітники УДБ переважно одягались в цивільне, але була і своя уніформа. Вона була схожа на військову форму одягу Угорської народної армії. Символіка відрізнялася від армійської синім кольором петлиць і околички кашкета. Співробітники УДБ використовували легку стрілецьку зброю радянського та угорського виробництва.

## Дім терору
У 2002 році в будинку центрального управління УДБ на проспекті Андраші в Будапешті відкрито музей «Дім терору». Експозиції музею присвячена нацистським і комуністичним тоталітарним режимам. Значна частина експонатів пов'язана з діяльністю УДБ ВНР. Частина експозиції міститься в підвалі, де відвідувачі можуть побачити тюремні камери, що використовувалися комуністичною таємною поліцією, щоб зламати волю ув'язнених і заручників.